# Life Begins Again
Life Begins Again è il primo album in studio del gruppo musicale Jimmy Chamberlin Complex, fondato dal batterista Jimmy Chamberlin, già membro di The Smashing Pumpkins e Zwan. Il disco, uscito nel gennaio 2005, vede la partecipazione di altri artisti noti.

## Tracce
1. Streetcrawler – 4:05
2. Life Begins Again (feat. Rob Dickinson) – 3:44
3. P.S.A. – 5:46
4. Loki Cat (feat. Billy Corgan) – 4:09
5. Cranes of Prey – 5:18
6. Love Is Real (feat. Rob Dickinson) – 3:22
7. Owed to Darryl – 5:14
8. Newerwaves – 4:13
9. Time Shift – 2:43
10. Lullabye (feat. Bill Medley) – 3:45
11. Loki Cat (Reprise) – 1:11

## Formazione
- Jimmy Chamberlin - batteria
- Billy Mohler - basso, tastiere, chitarra, voce (8)
- Sean Woolstenhulme - chitarra
- Adam Benjamin - Fender Rhodes
- Paul Chamberlin - batteria addizionale (4)
- Corey Wilton - chitarra (6,9)
- Linda Strawberry - cori (10)